# 少女喪失 -syojosoushitsu-
『少女喪失 -syojosoushitsu-』(しょうじょそうしつ)は、日本のヴィジュアル系バンド、R指定が発売した、通算4枚目となるオリジナルアルバム。

## 概要
- 前作『VISUAL IS DEAD』から、2年1か月ぶりのリリースとなった。
- 通常盤と初回限定盤と完全限定盤の3形態でのリリースで、完全限定盤と初回限定盤は新曲「帝都に死す」のPVとメイキング映像が収録されたDVDが、完全限定盤には、ボーナストラックとして1曲新曲が収録されたCDが封入されている。なお、CDの収録曲や順番は全形態を通じて同じである。
- 完全限定盤は通常通り10月28日に発売したが、初回限定盤と通常盤は印刷上の不備が最終工程で発覚したため、初回限定盤は11月4日に、通常盤は11月13日に発売が延期され、公式サイトでもこれに対する謝罪文があげられた。

## 収録曲

### CD
1. 帝都に死す (3:56)
先述の通り、PVが製作されている。
2. 喪失 -soushitsu- (3:42)
表記は異なるものの、本作の表題曲。
発売当初はPVは製作されていなかったものの、ビデオ・クリップ集『映像盤。肆』で、フルサイズでのPVが製作された。
3. サドマゾ (4:24)
18thシングルの表題曲。
4. 終身旅行 (3:29)
5. 晩秋 (4:05)
6. 病ンデル彼女 (3:46)
16thシングルの表題曲。本作に収録されているシングル曲の中で、最も古い楽曲である。
7. 白いキャンバス、赤い絵の具 (3:24)
8. O.D (2:43)
本作に収録されている楽曲の中で、一番演奏時間が短い楽曲である。
9. 八幡の薮知らず (4:55)
17thシングル「包帯男/八幡の薮知らず」2曲目。
10. 君はサブカルチャー (4:05)
11. 殺したいくらい愛してる (3:17)
12. THE廃人間 (3:07)
13. スーサイドメモリーズ (2:52)
19thシングルの表題曲。本作の先行シングルで、本作に収録されているシングル曲の中で、最も新しい楽曲である。
14. 焔 -homura- (3:44)
15. MELT DOWN (3:13)
16. さらばビッチ (4:12)
シングル曲を除けば、本作に収録されている楽曲の中で、一番演奏時間が長い楽曲である[1]。

### 完全限定盤

#### Disc 1
1. 帝都に死す
2. 喪失 -soushitsu-
3. サドマゾ
4. 終身旅行
5. 晩秋
6. 病ンデル彼女
7. 白いキャンバス、赤い絵の具
8. O.D
9. 八幡の薮知らず
10. 君はサブカルチャー
11. 殺したいくらい愛してる
12. THE廃人間
13. スーサイドメモリーズ
14. 焔 -homura-
15. MELT DOWN
16. さらばビッチ

#### Disc 2
1. 誰かのメリークリスマス
R指定初となるクリスマスソング。完全限定盤のみの収録。

### 完全限定盤&初回限定盤 DVD
1. 帝都に死す PV
2. 帝都に死す PV Making